# Patrice Duret
Patrice Duret (* 10. Juli 1965 in Genf) ist ein Schweizer Schriftsteller, Bibliothekar und Verleger. Er gründete 2004 den Lyrikverlag Le Miel de l’Ours (2018 erloschen).

## Auszeichnungen
- 2004: Prix Pittard de l’Andelyn für Le Chevreuil
- 2006: Prix Édouard-Rod für Le Chevreuil
- 2016: Prix de Poésie «Plume d’Or» für La langue soufflée de l’animal

## Werke

### Prosa
- Décisif. Éditions Zoé, Carouge 1997, ISBN 2-88182-305-X
- Le Chevreuil. Éditions Zoé, Carouge 2004, ISBN 2-88182-511-7
- Les Ravisseuses. Éditions Zoé, Carouge 2008, ISBN 978-2-88182-615-3

### Lyrik
- L’Ours est faillible, 2006
- Courroies arrobase frontières (mit Sylvain Thévoz), 2009
- L’Exil aux chemises mouillées, 2010
- Le Fort de l’ermitage, 2012
- Les Sanglots du Sanglier (mit Sylvain Thévoz), 2013
- Uriance (mit Rolf Doppenberg) 2013
- Pixel Corazón, 2014
- Digicode Songs, 2014
- Joueur de Pives, 2014
- Toucan, 2015
- La langue soufflée de l’animal, 2017
- De l’eau dans les rainures (mit Emmanuel Merle), 2018
- Récitatif, 2020